# Surnadal
Surnadal er en kommune i Nordmøre i Møre og Romsdal fylke i Norge. I nord grænser den til Halsa og Hemne, i øst til Rindal, i syd til Oppdal, og i sydvest til Sunndal. Over fjorden i nordvest ligger Tingvoll kommune. Administrationscentret hedder Skei.

## Elve, fjorde, fjelde, dale og søer
Kommunen består af flere dale hvor Surnadalen er hoveddalen. De mindre dale er Bæverdalen, Settemsdalen og Todalen. Eneste by i kommunen er Skei, men der findes flere småbebyggelser i kommunen Bæverfjord, Bøfjorden, Kvanne, Mo, Stangvik og Todalen. Surnadal kommune ligger ved foden af Trollheimen sammen med flere kommuner i området. Fra Surnadal går flere sæter- og fjelddale langt ind i centrum af Trollheimen. Det højeste fjeld er Snota, 1.668 moh. Elven Surna løber gennem Surnadal fra Rindal og vestover før den løber ud i Surnadalsfjorden ved Surnadalsøra. Surna er rig på laks, som er et af områdets trækplastre.

### Andre naturelementer
- Foldsjøen i Surnadal

## Erhvervsliv
Det milde klima og jordbunden gør Surnadal til en god landbrugskommune. Vigtige erhverv i kommunen er landbrug, skovbrug, industri og turisme. De største industribedrifterne findes indenfor træforædling, plastindustri og møbelindustri. Handel og servicetilbuddet er godt udbygget. Surnadal har færgeforbindelse til Sunndal. Rigsvej 65 går til Trondheim.

## Kultur
Surnadal kommune har et rigt kulturliv med ca. 140 sportshold og foreninger. Kommunen har idrætshal, svømmehal og anlæg for friidræt. Et lille stykke fra centrum ligger Nordmarka skicenter, som har lang snesæson. Sæterlia alpincenter ligger tæt ved kommunecenteret i Skei.
I Skei ligger også Surnadal kulturhus som blev indviet i 2001, med et varieret kulturtilbud præsenteret både fra scene og biograf. Kulturhuset indeholder også bibliotek og kulturskole.

## Historie
Surnadal blev etableret som Surnadal formandskabsdistrikt i 1837. I 1857 blev kommunen delt da Rindal blev skilt fra som egen kommune. Surnadal havde 3.105 indbyggere efter delingen.
- 1. januar 1877 blev en del af Stangvik kommune med 50 indbyggere overført til Surnadal.
- I 1879 blev en del af Surnadal med 83 indbyggere overført til Stangvik.
- 1. januar 1886 blev gården Møklegjerdet med 29 indbyggere overført fra Stangvik til Surnadal. 1. januar 1897 skete det samme med gården Sjøflot i Stangvik som havde 27 beboere.
- 1. januar 1965 blev Surnadal og Åsskard kommuner samt det meste af Stangvik slået sammen til den nye Surnadal kommune.

## Personer fra Surnadal
- Gisle Sursson († 977)
- Ole Andreas Lindeman († 1857), organist, musikpædagog
- Olaus Jeldness († 1935), norskamerikansk forretningsmand, skipionér
- Leif Halse († 1984), forfatter
- Øystein Aarseth († 1993), musiker
- Kaare Espolin Johnson († 1994), billedkunstner
- Kalla Skrøvseth († 1997), maler
- Hans Hyldbakk († 2001), digter
- Helge Seip, politiker, chefredaktør, regeringsmedlem († 2004)
- Sverre Årnes (1949-), forfatter
- Jon Arne Mogstad (1950-), billedkunstner
- Henning Sommerro (1952-), komponist[1][2]
- Jenny Klinge (1975-), politiker
- Tiger Garté (1982-), forfatter